# Brucellose
Brucellose (bij mensen Maltakoorts) is een infectieziekte bij mensen en zoogdieren die wordt veroorzaakt door bacteriën uit het geslacht Brucella. In 1887 werd deze bacterie voor het eerst geïsoleerd door de Britse militair chirurg Sir David Bruce op Malta.
Er zijn verschillende varianten van de brucella-bacterie:
- Brucella abortus veroorzaakt brucellose bij runderen. Dit wordt ook wel abortus bang genoemd naar de eerste die de ziekte beschreef, Bernhard Bang.
- Brucella melitensis en brucella ovis veroorzaken brucellose bij schapen en geiten.
- Brucella suis veroorzaakt brucellose bij varkens.
- Brucella canis veroorzaakt brucellose bij honden.

De brucella-bacterie wordt door besmette dieren uitgescheiden in melk, urine, ontlasting en vruchtwater. Via voer en drinkwater komt de bacterie in de maag en de darmen, waar het in het bloed wordt opgenomen. De bacterie nestelt zich in de uier en de baarmoeder. De ziekte heeft een incubatieperiode van tien dagen tot enkele maanden.

## Symptomen

### Mensen
Alhoewel brucellose acuut kan beginnen, begint de ziekte meestel met milde klachten die langzaam erger worden. Er is sprake van golvende koorts, een lichte koorts die soms verdwijnt en weer terugkomt. Verder hebben patiënten last van hoofdpijn, vermoeidheid, lusteloosheid, zweten en gewrichtsklachten. Als de ziekte niet op tijd ontdekt wordt, kan de ziekte chronisch worden. Soms kan de bacterie een ontsteking veroorzaken van gewrichten, zaadballen, blaas, nier, long, hartkleppen of hersenvliezen. Deze ontstekingen komen vooral voor bij een infectie met Brucella melitensis of Brucella abortus. 
Hoewel mensen met een Brucella-infectie theoretisch besmettelijk kunnen zijn voor anderen is overdracht van mens op mens in de praktijk buitengewoon zeldzaam.

### Dieren
Drachtige dieren die besmet zijn met brucellose kunnen een miskraam krijgen, of de jongen worden te vroeg of dood geboren. De placenta komt vaak niet los en er ontstaat een baarmoederontsteking. Ook kan het dier mastitis (uierontsteking) krijgen waardoor de melkgift vermindert.
Mannelijke dieren kunnen ontstekingen krijgen aan de testikels en onvruchtbaar worden.
Naast de miskramen zijn er meestal weinig andere symptomen, waardoor brucellose niet direct wordt opgemerkt en de bacterie zich ongestoord kan uitbreiden. Vooral bij een miskraam wordt een grote hoeveelheid bacteriën met de vrucht naar buiten gebracht.

## Zoönose
Brucellose is een zoönose,een infectie die via contact met dieren op mensen overgebracht kan worden. Bij mensen wordt ze door brucella melitensis veroorzaakt en wordt ook wel Maltakoorts, Middellandse-Zeekoorts of ziekte van Bang genoemd. De besmetting vindt plaats door contact met besmette dieren, het consumeren van rauwe melk of ongepasteuriseerde zuivelproducten. Een besmetting van de ene mens op de andere mens wordt zeldzaam, maar niet onmogelijk geacht. De naam Maltakoorts verwijst naar de Maltees Themistocles Zammit, die de manier van overdracht door melk ontdekte.
Meestal uit brucellose bij mensen zich in griepachtige verschijnselen. Maar zwangere vrouwen kunnen ook een miskraam krijgen.
Brucellose wordt bij de mens bestreden met antibiotica. Wanneer er tijdig begonnen wordt, zijn er goede vooruitzichten op volledige genezing. Er bestaat een vaccinatie tegen brucellose, maar deze geeft maar een paar weken bescherming.

## Bestrijding
Het is van belang dat brucellose bestreden wordt. Ten eerste omdat de ziekte een gevaar kan zijn voor de volksgezondheid. Ten tweede betekenen abortussen, vroeggeboorten, doodgeboren dieren en een verminderde melkgift een financiële schadepost in de rundveehouderij.
Diverse lidstaten van de Europese Unie zijn officieel vrij verklaard van brucellose. Deze verklaring is verplicht om deel te nemen aan de vrije handel en export van levend rundvee, rundvleesproducten en zuivelproducten.
Door middel van bloedonderzoek is te zien of er antistoffen tegen de bacterie zijn aangemaakt en het dier brucellose heeft (gehad). Dit bloedonderzoek wordt uitgevoerd door de Gezondheidsdienst voor Dieren op de bloedmonsters die genomen zijn voor CAE- en CL-onderzoek. Alle positieve dieren worden afgevoerd. Na twee maanden wordt het bloedonderzoek herhaald op het besmette bedrijf. Dit onderzoek is onderdeel van de diergezondheidsmonitoring in Nederland.
Iedere koe die een miskraam of een te vroeg of doodgeboren kalf heeft gekregen, wordt ook onderzocht op brucellose. Daarnaast worden oudere runderen op twintig procent van de bedrijven onderzocht.
Bij de mens is brucellose goed te behandelen met antibiotica. Binnen enkele dagen tot weken herstelt men van de symptomen. Een besmetting van deze bacterie moet direct worden gemeld bij de GGD.

## Preventie
In Nederland en België bestaat de preventie met name uit een bewakingsprogramma waarbij het bloed van verwerpers, kosteloos, wordt onderzocht op brucellose. 
WHO adviseert daarnaast vaccinatie van dieren in enzoötische gebieden waar brucellose veel voorkomt. Waar het niet mogelijk is de ziekte bij dieren uit te roeien door vaccinatie en slachten van besmet vee, ligt de focus voornamelijk op het voorkomen van besmetting van mensen. Het pasteuriseren van melk voordat die geconsumeerd wordt of tot andere producten (zoals kaas) wordt verwerkt is daarbij belangrijk.

## Epidemiologie
Brucellose komt in grote delen van de wereld, zoals in Afrika, Zuid- en Midden-Amerika, Zuid-Europa, het Midden-Oosten en Azië, enzoötisch voor.

### Europa
In Zuid-Europese landen en de nieuwe lidstaten van de Europese Unie vormt brucellose nog steeds een belangrijk probleem.

#### België
België was hoogbesmet tot op het einde van de jaren 80. In België was de laatste uitbraak van brucellose in 2000. België is in 2003 officieel vrij verklaard van brucellose. Eind november 2010 werd een haard van brucellose vastgesteld in de provincie Luik. In het kader van het opsporen van de haard werden er, in de winter van 2011-2012, 810 bedrijven bemonsterd (19.549 monsters). Begin maart 2012 werd een nieuwe haard van brucellose vastgesteld in de provincie Namen na het onderzoek van een verwerping. Er werden ruim 500 bedrijven geblokkeerd. Op 1 augustus 2012 werden ten gevolge van de gunstige analyseresultaten de beschermende maatregelen opgeheven in alle rundveebeslagen die contact hadden met een brucellose-uitbraak. Dit betekent het einde van dit brucellose-incident. Verdere opvolging van de contactbedrijven zal worden uitgevoerd tijdens de volgende winterscreenings. Omdat de uitbraak werd herleid tot een bedrijf wist België zijn vrije status te behouden. 

#### Nederland
In Nederland richtte de Gezondheidsdienst de aandacht aanvankelijk op het enten van niet-drachtig jongvee. In de jaren dertig werd begonnen met bloedonderzoek op een honderdtal bedrijven. Tijdens de Tweede Wereldoorlog werd in Denemarken gewerkt aan een methode om massaal melk te kunnen onderzoeken. In 1948 werd de Abortus Bang Ringproef (ABR, soms ook wel Melk Ring Proef MRP genoemd) voor het eerst getest op een bedrijf in Friesland. Hieruit bleek dat de test uitermate geschikt was voor regelmatige bedrijfscontrole van melkbussen die geleverd werden aan de fabriek. Omdat de Gezondheidsdienst in 1950 nog volop bezig is met de strijd tegen tuberculose wordt deelname aan het onderzoek beperkt tot twintig fabrieken. Pas in 1955 voeren alle zuivelfabrieken de ABR uit. Het onderzoek vond eens per kwartaal plaats. Na drie gunstige resultaten kreeg een bedrijf de status ABR-vrij. Pas als ook uit bloedonderzoek bij alle runderen op het bedrijf bleek dat er geen brucellose aanwezig was kreeg het bedrijf de status abortusvrij. De vraag naar abortusvrij-verklaringen zorgde dat er meer vraag kwam naar het bloedonderzoek. Tot dan werd het niet veel toegepast omdat het snel (zwak) positieve reacties gaf ten gevolge van entingen.
Het aantal ABR-vrije en abortusvrije bedrijven neemt tussen 1956 en 1959 rap toe. Echter blijven er veel besmettingen plaats vinden op vrije bedrijven. Daarom wordt er in 1959 een nieuw nationaal programma gestart, waarbij er een slachtpremie wordt gegeven voor nieuw besmette runderen van abortusvrije bedrijven. Vanaf 1 mei 1960 wordt het houden van brucellose besmette runderen verboden. De maatregelen geven echter niet het gewenste resultaat, vrije bedrijven raken nog steeds te vaak opnieuw besmet. Deze besmettingen ontstaan vaak door buurbesmettingen. Daarom gaat er 1 mei 1961 een weideverbod van kracht: runderen op besmette bedrijven moeten worden opgestald als zij vier maanden drachtig zijn. Deze maatregel levert wel de gewenste resultaten; waren er in 1960-61 nog 330 nieuwe besmette bedrijven in 1963-63 waren dit er nog maar 35. 
Bij geiten en schapen is in Nederland nog nooit een besmetting vastgesteld en de laatste besmetting bij varkens was in 1973. De laatste brucellosebesmetting werd in 1996 vastgesteld bij een geimporteerd rund. Sinds 1999 is Nederland door de Europese Unie officieel vrij verklaard van brucellose. Vanaf dat moment is het niet meer toegestaan tegen brucellose te vaccineren. Er worden echter jaarlijks meerdere importgevallen geconstateerd. In juli 2010 is een geval van brucellose geconstateerd.
In de periode 2016-2019 kwam Brucellose voor in Nederland bij enkele honden, geïmporteerd uit het buitenland. Besmetting bij mensen was er niet. 

## Geschiedenis
In 1886 werd brucellose voor het eerst beschreven door de Britse medische officier Jeffery Allen Martson (1831-1911). Hij was verantwoordelijk voor de verzorging van de gewonden en zieken tijdens de Krimoorlog op Malta. Omdat de ziekte voor het eerst op Malta werd waargenomen kreeg het initieel de naam Maltakoorts. Vervolgens was het David Bruce die de verwekker van de ziekte wist te isoleren. Aangezien hij de bacterie bolvormig vond classificeerde hij die als een kokken.  Het zou tot 1907 duren voordat de Maltese wetenschapper en archeoloog Themistocles Zammit aannemelijk zou maken dat de Maltese geiten de dragers van de bacterie waren. Door de consumptie van (producten gemaakt van) ongepasteuriseerde geitenmelk waren de soldaten besmet geraakt. 
In de tussentijd vond de Deense veearts Bernhard Bang de verwekker die de infectieuze spontane abortus bij koeien veroorzaakte. De ziekte kreeg bij koeien daarom de naam 'ziekte van Bang'. Aangezien hij de bacterie staafvormig vond classificeerde hij die als bacil.  
Het was de Amerikaanse [[Alice Catherine Evans]] (29 januari 1881- 5 september 1975) die voor het eerst de link legde tussen Maltakoorts en ziekte van Bang. Dat het drinken van koemelk besmet met Brucella Abortus tot gezondheidsproblemen zou zorgen bij mensen vond zij een interessant fenomeen. Ze ging daarom op onderzoek uit en vroeg Dr. Eichorn, hoofd van de afdeling pathologie of hij meer gevallen kende waarbij ogenschijnlijk gezonde dieren die bacteriën uitscheidden die mensen konden besmetten. Hij wees haar vervolgens op de Maltakoorts. Evans ontdekte dat de bacterie inderdaad staafvormig is, maar dat ze soms zo kort zijn dat ze er rond uit zien. Deze bacterievorm, die noch kokken noch een bacil was, werd daarom coccobacillen genoemd. Toen Evans haar werk in 1918 publiceerde werd het met veel kritiek ontvangen, de link werd gezien als medische godslastering. Daarnaast was ze ook nog eens een vrouw en had ze geen PhD. In 1920 zou haar werk bevestigd worden door Karl F. Meyer en collega's. Vanaf dat moment ging men de term brucellose hanteren ter ere van zijn eerste ontdekker David Bruce. In de vier jaar die daar op volgden kwamen dezelfde bevestigingen van tien andere onderzoekers uit zeven verschillende landen. 
Vandaag de dag worden de bevindingen van Evans gezien als een van de belangrijkste medische ontdekkingen van de twintigste eeuw. 